# Сумка

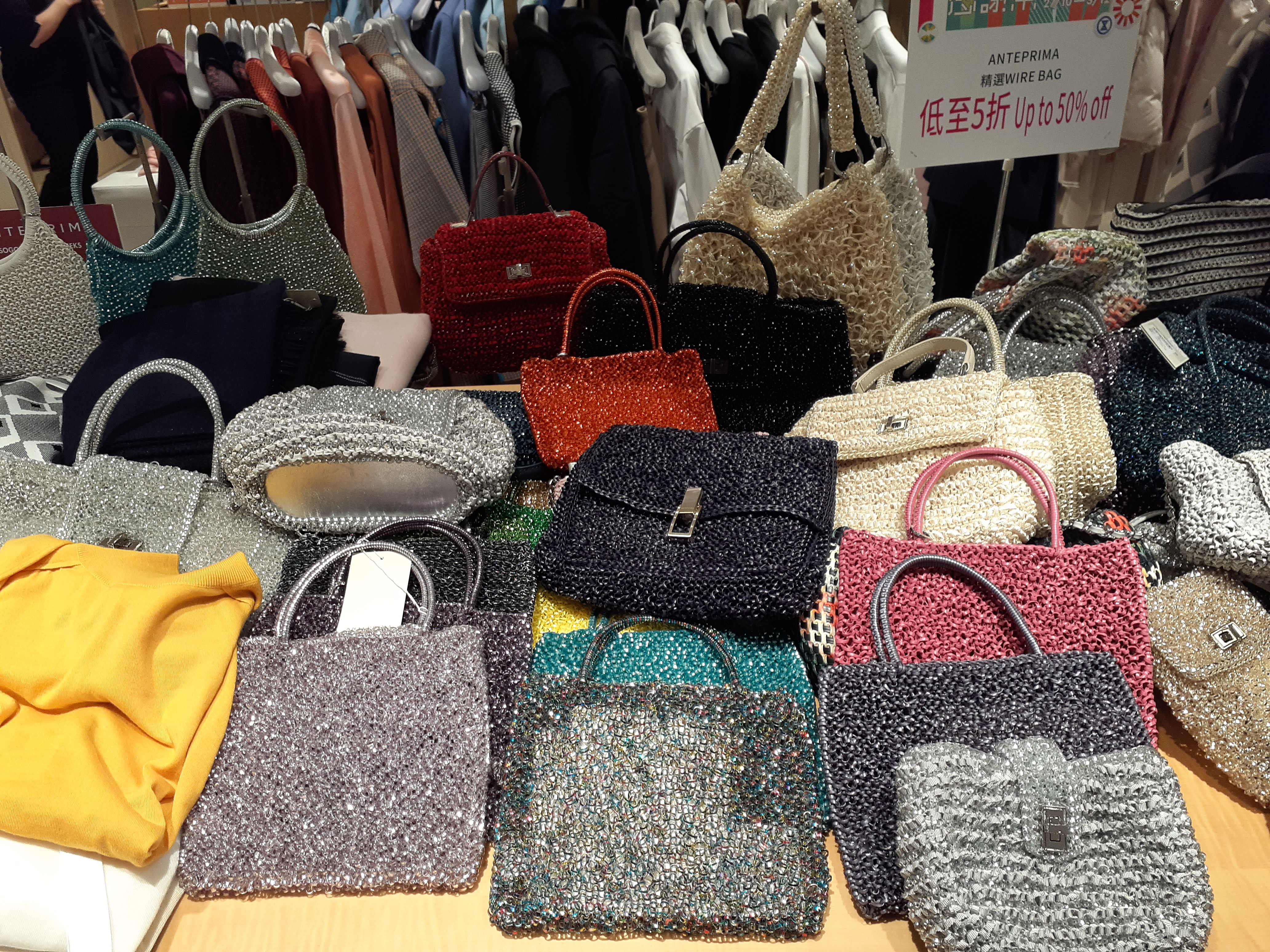
Сумки дамские

Су́мка — изделие, мягкая или твёрдая ёмкость, изготовленная из материи, кожи (натуральной или искусственной) и других материалов и предназначенная для переноски различных предметов в руках или на плече (реже — на поясе). 
Существуют сумки различной конструкции, предназначения, размеров (сума́ ж., су́мочка, суми́шка, суми́ща), есть и для тяжёлых грузов, крепящиеся к раме с рукоятью и колёсиками; такие сумки не носят, а перекатывают по плоскости. Часто сумка может быть полностью мягкой, но иметь твёрдое дно.

## Классификация сумок
Сумки имеют чрезвычайно большое разнообразие по назначению, размеру, объёму, цвету, фактуре, материалам и технологиям, применяемым для их изготовления. Также как одежда и обувь сумки подвержены влиянию моды и являются не только утилитарной вещью, но часто и важным аксессуаром, дополняющим внешний имидж мужчины и женщины.

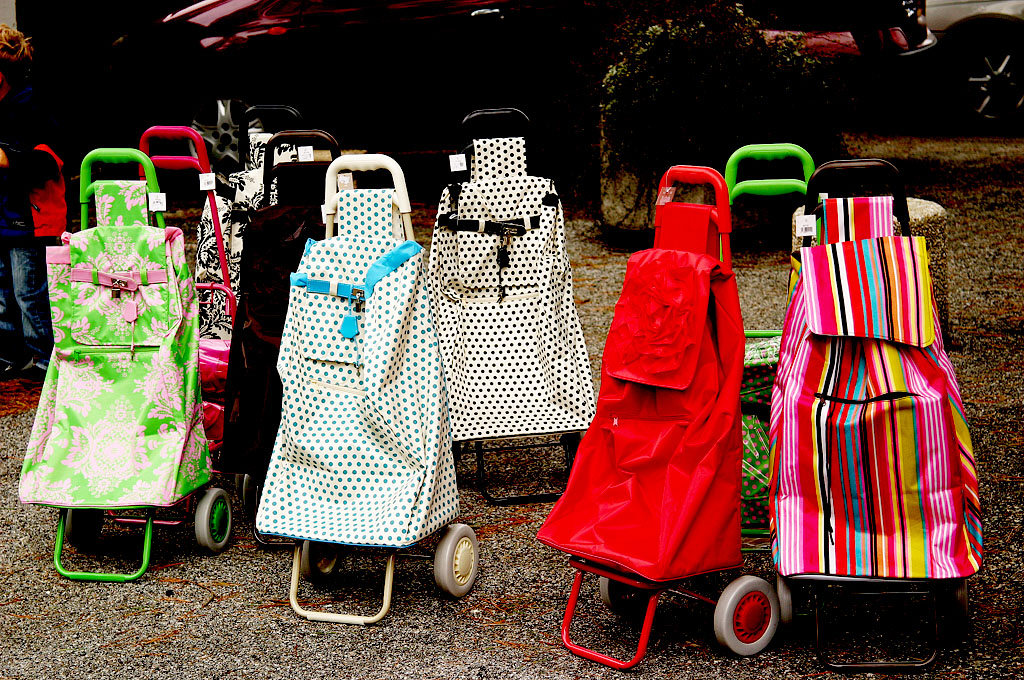
Сумки на колёсах

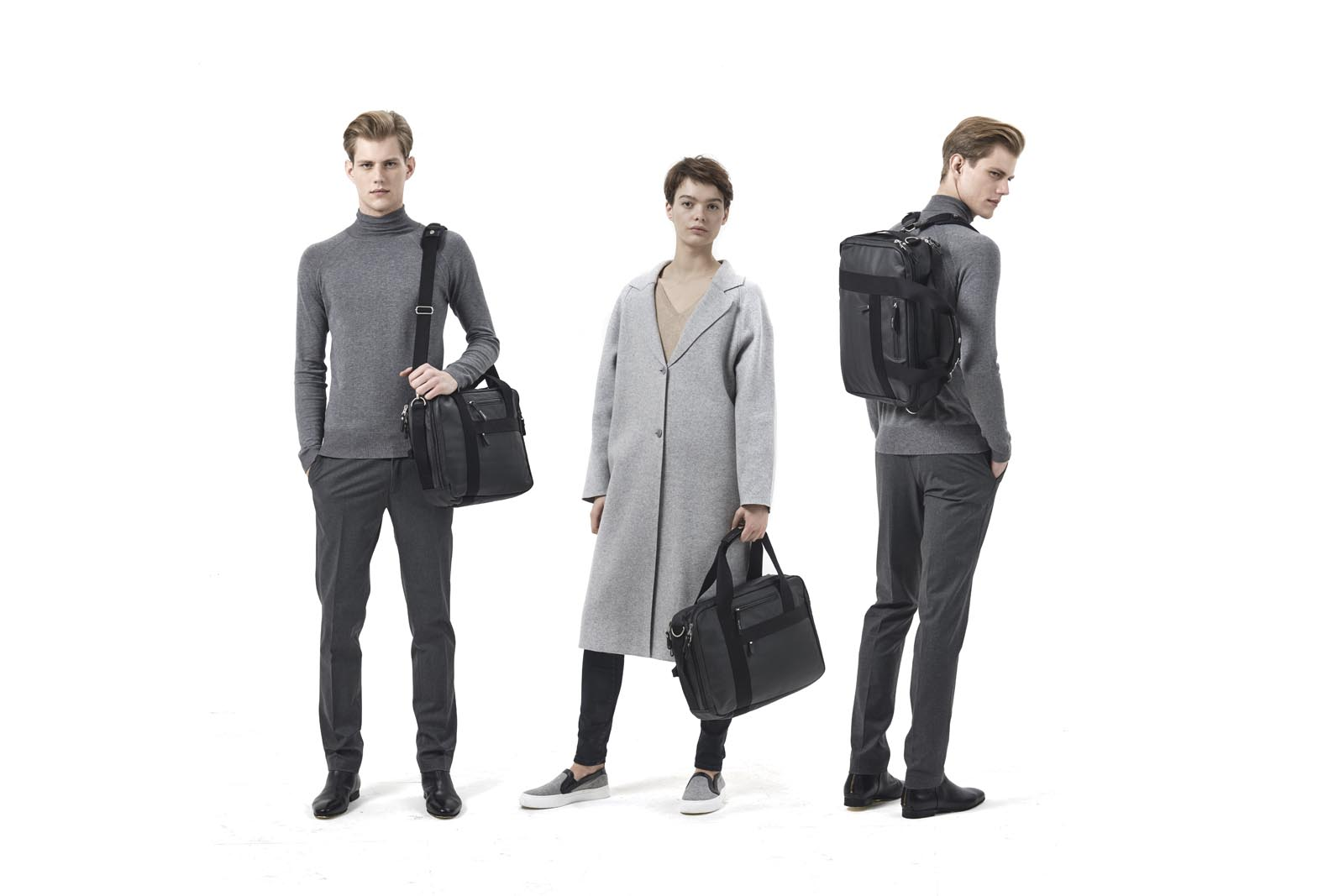
сумка-рюкзак «Qwstion»

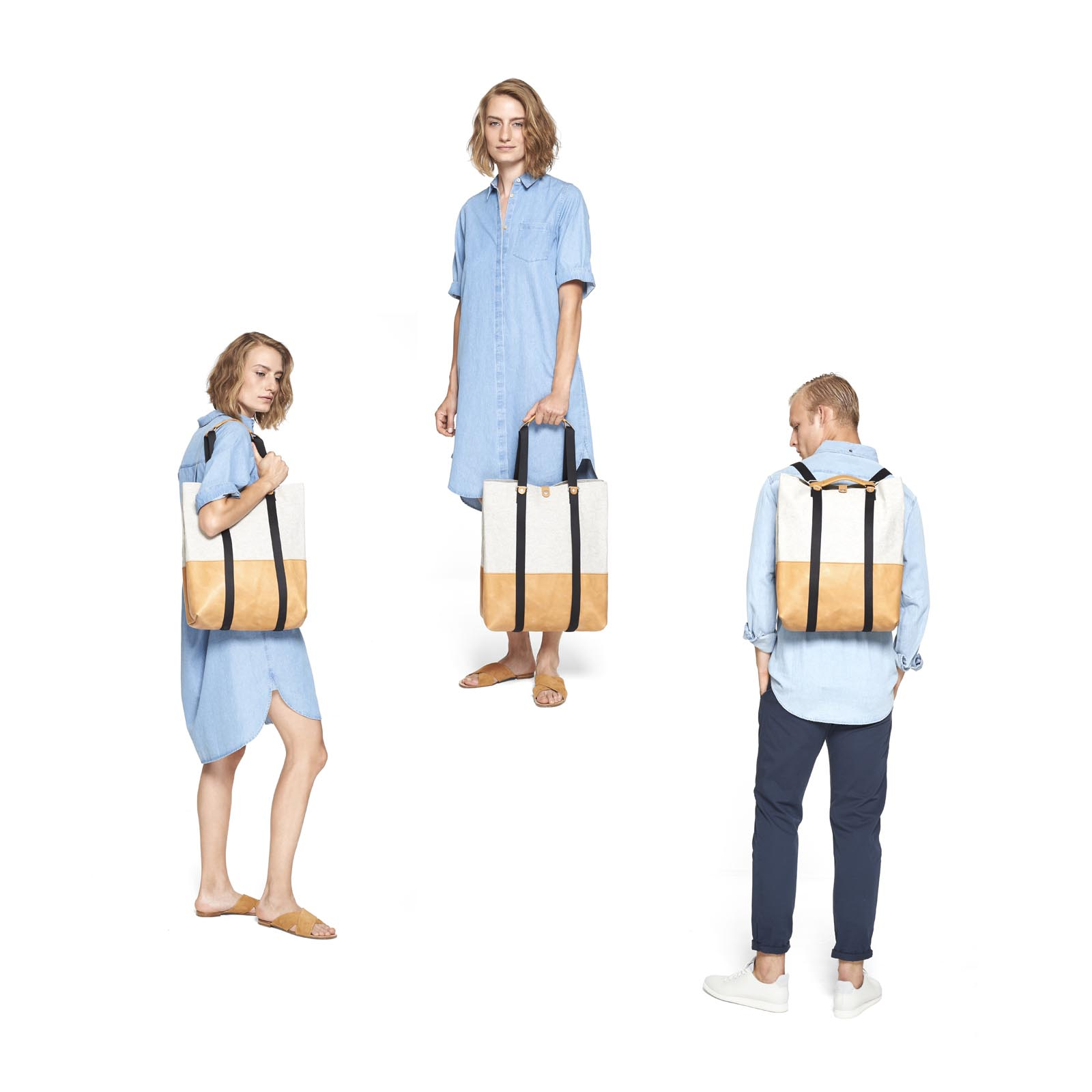
сумка «Qwstion» для покупок с возможностью носить её как рюкзак

Мужские и женские (дамские) сумки (сумочки) современных моделей можно классифицировать таким образом:
- Объёмная сумка (или Сумка-тоут, Tote bag)
- Сумка бродяги (или Хобо, Hobo)
- Седельная (Наплечная) сумка (или Mini Saddle Bag, Shoulder bag)
- Сумка почтальона (или Messenger bag)
- Сумка-ранец (или Satchel)
- Сумка для носки в руках (или Handheld bag)
- Дорожная сумка (или Duffel bag)
- Спортивная сумка (или Sport bag)
- Сумка-браслет (или Wristlet)
- Клатч (или Clutch)
- Сумка-коробка («Коробка для сигар», англ. — Sigar box)
- Сумка багет (или baguette)
- Пляжная сумка Джелли (или Jelly bag)
- Сумка а-ля или кисет (или pouch)
- Сумка Келли (или Kelly bag)
- Полевая сумка (или field bag)
- Сумка палетка

- Поясная сумка
- Сумка-муфта (или muff)
- Сумка-кольцо (или Ring bag)
- Планшет (планшетка)
- Торба

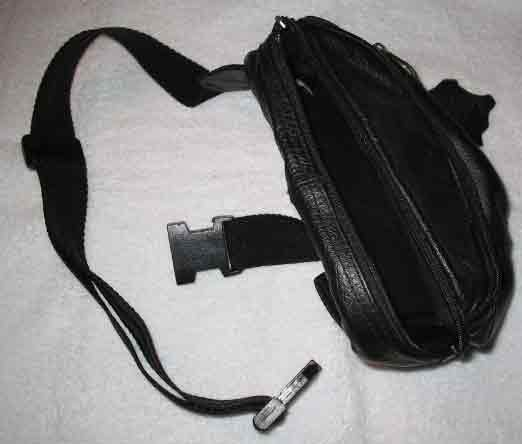
поясная сумка

- Сумка-шопер (большая прямоугольная с двумя лямками через плечо)
- Кросс-боди (небольшая с длинным ремешком на плечо «через голову»)

## Сумка в военном деле

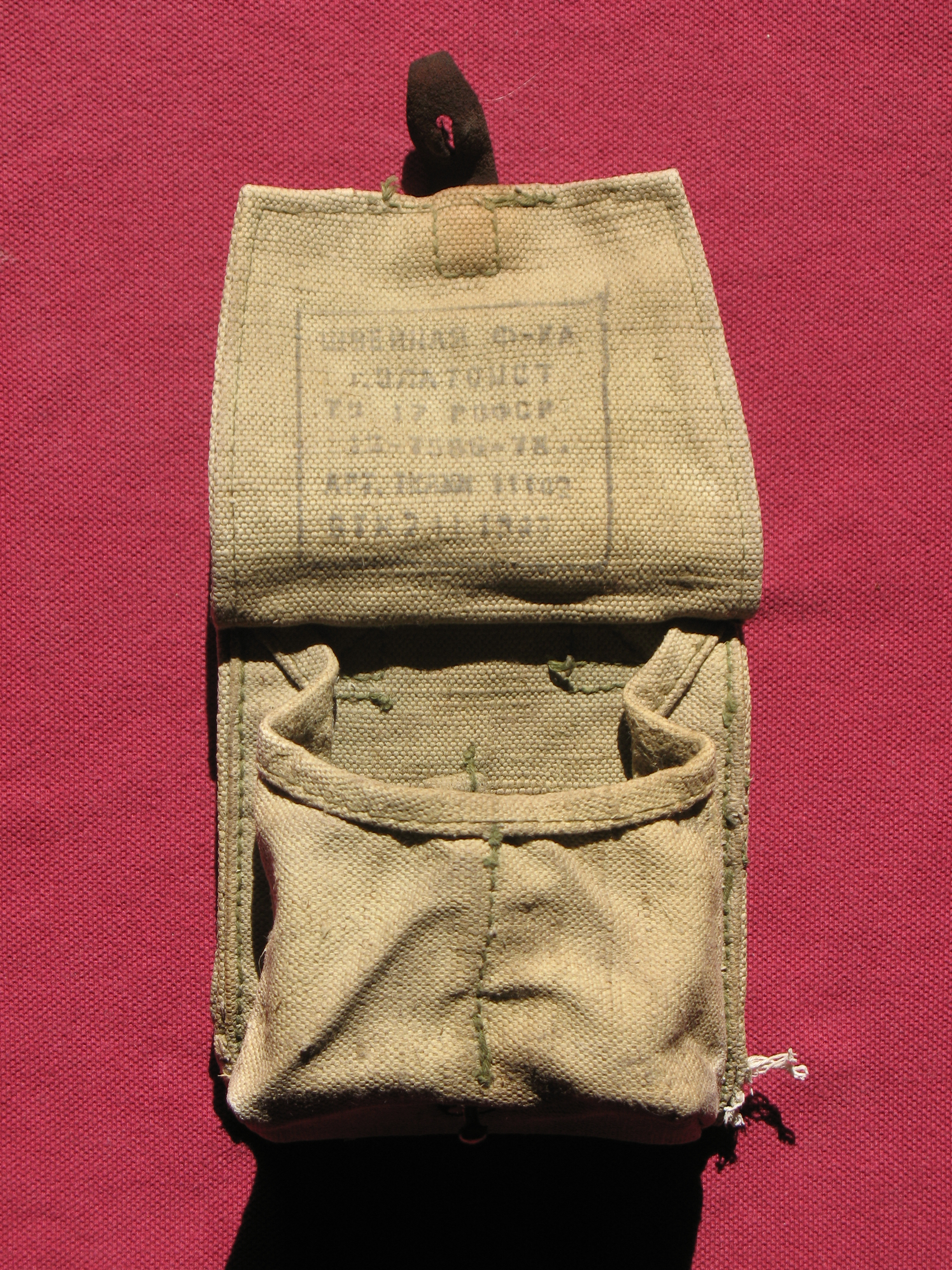
Сумка на две ручные гранаты, из комплекта снаряжения, ВС СССР, 1982 год

В военном деле Руси (России) использовались следующие виды сумок:
- Фетильная сумка[5], сумка для ношения и хранения фитиля для ручного оружия пристёгивалась к берендейке, позже такая же сумка была и у гренадер для применения гренад (гранат).
- Сумка пулечная[5], сумка для ношения и хранения пуль.
- Сумка перемётная[6].
- Походная сумка.
- Ташка
- Лядунка, сумка для патронов к револьверу или кавалерийскому карабину[7].
- Фельдшерская сумка
- и другие.

В Вооружённых силах России в снаряжении солдат и сержантов используются (использовались) следующие виды сумок:
- Сумка для гранат, носится на поясном ремне.
- Сумка для магазинов к автомату, носится на поясном ремне.
- Сумка для защитных чулок и перчаток, носится на поясном ремне.
- Сумка для магазинов к ручному пулемёту, носится на специальном ремне (портупее) через плечо.
- Патронная сумка
- Полевая сумка
  - Сумка палетка
- Сумка СМС (сумка медицинская санитарная)
- Сумка СМВ (сумка медицинская войсковая)

Изготавливаются из различных материалов (кожи, кожзаменителя, брезента и так далее), в настоящее время — в основном из синтетических тканей. Закрываются клапаном с застёжкой.

## Именные сумки
Французский Дом высокой моды Hermès предлагает две модели именных сумок:
- Сумка «Биркин» — названа в честь англо-французской певицы и актрисы театра и кино Джейн Биркин
- Сумка «Келли» — названа в честь американской актрисы, княгини Монако Грейс Келли

Французский Дом высокой моды Christian Dior предлагает модель именной сумки:
- «Леди Диор[англ.]» — названа в честь Дианы, принцессы Уэльской

## Интересные факты

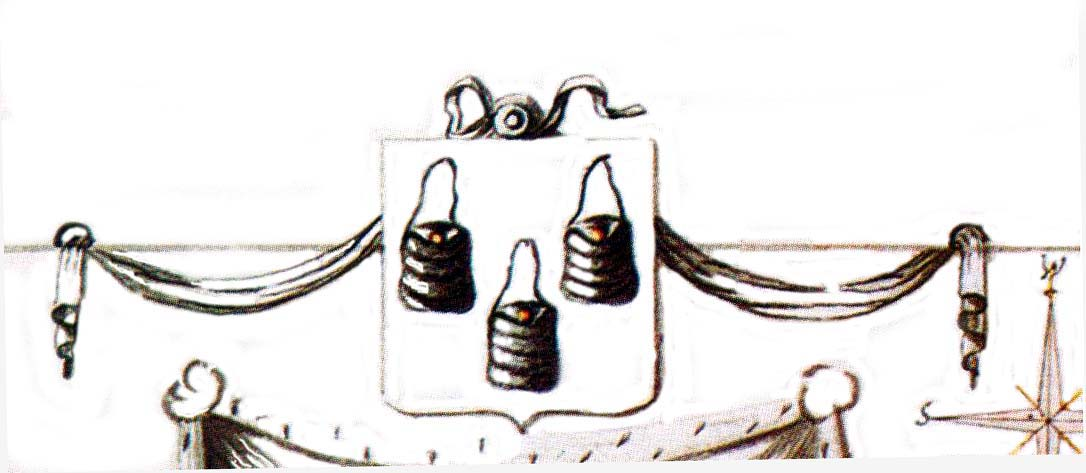
Герб города Сумы

- Три сумы изображены на гербе города Сумы.
- Фамилия главного персонажа Бильбо повести Толкина «Хоббит, или Туда и обратно» имеет в английском языке один корень со словом «сумка»: в разных русских переводах он Сумкинс, Сумникс, Торбинс, Бэггинс (что то же самое).
- В Амстердаме существует Музей сумок.

## В фольклоре
- Пословица «От сумы да от тюрьмы не зарекайся» (в данном контексте: «сума» — символ нищего существования как атрибут человека, просящего подаяния).